# Phù thủy, phù thủy
Roald Dahl's The Witches (trước đây là The Witches) là bộ phim hài, kỳ ảo đen tối ra mắt năm 2020 của đạo diễn Robert Zemeckis, được viết bởi Zemeckis, Kenya Barris và Guillermo del Toro. Nó dựa trên cuốn tiểu thuyết năm 1983 cùng tên của Roald Dahl và là bộ phim thứ hai của cuốn tiểu thuyết, sau bộ phim năm 1990 cùng tên của đạo diễn Nicolas Roeg. Bộ phim có sự tham gia của Anne Hathaway, Octavia Spencer và Stanley Tucci, và được thuyết minh bởi Chris Rock.
The Witches được phát hành trên HBO Max ở Hoa Kỳ vào ngày 22 tháng 10 năm 2020, với bản chiếu rạp tại các thị trường quốc tế được khởi chiếu từ ngày 28 tháng 10 năm 2020. Phim nhận được nhiều đánh giá trái chiều từ các nhà phê bình, có những người cho rằng đây là phiên bản kém sang hơn của The Witches năm 1990, mặc dù diễn xuất của Hathaway nhận được nhiều lời khen ngợi.

## Nội dung
Trong chuyến đi chơi cùng bà, một cậu bé 7 tuổi vô tình lọt vào hội nghị của các phù thủy và bị Phù Thủy Tối Thượng biến thành chuột bằng một loại thuốc đặc biệt. Đây cũng chính là chất độc ả định dùng để biến tất cả trẻ em thành loài gặm nhấm. Cùng với bà mình, cậu bé phải tìm mọi cách trở lại hình dạng thật và đánh bại âm mưu của binh đoàn Phù Thủy.

## Diễn viên
- Anne Hathaway vai Grand High Witch, một phù thủy quyền năng và độc ác, người đứng đầu tất cả các phù thủy trên thế giới. Hathaway cũng lồng tiếng cho hình dạng con chuột của mình.
- Octavia Spencer vai Bà nội, một người chữa bệnh và bà của Cậu bé là đối thủ truyền kiếp của Grand High Witch.
  - Miranda Sarfo Peprah vai bà lúc trẻ.
- Stanley Tucci vai ông Stringer, giám đốc khách sạn.
- Jahzir Kadeem Bruno vai Hero Boy, một cậu bé bị Phù thủy tối cao biến thành chuột. Bruno cũng lồng tiếng cho hình dạng con chuột của mình
  - Chris Rock là người lồng tiếng cho Hero Boy, người kể chuyện và là một chú chuột già, người đã kể trực tiếp trải nghiệm của mình khi còn nhỏ.
- Codie-Lei Eastick vai Bruno Jenkins, một cậu bé người Anh bị biến thành chuột. Eastick cũng lồng tiếng cho hình dạng con chuột của mình.
- Kristin Chenoweth vai Mary/Daisy, con chuột cưng của Boy.[4][5][6]
- Charles Edwards vai ông Jenkins, cha của Bruno.
- Morgana Robinson vai bà Jenkins, mẹ của Bruno.
- Josette Simon vai Zelda, một phù thủy.[7]
- Eugenia Caruso vai Consuella, một phù thủy.[7]
- Ana-Maria Maskell vai Esmerelda, một phù thủy.[7]
- Orla O'Rourke vai Saoirse, một phù thủy.[7]
- Penny Lisle trong vai một phù thủy.[7]
- Simon Manyonda vai Sous-Chef.
- Brian Bovell vai Reginald.
- Philippe Spall vai một đầu bếp.

## Sản xuất

### Phát triển
Các cuộc thảo luận về chuyển thể mới từ tiểu thuyết của Dahl bắt đầu vào tháng 12 năm 2008, khi Guillermo del Toro bày tỏ ý muốn làm một bộ phim stop motion. Không có thêm sự phát triển nào về dự án tiềm năng cho đến mười năm sau vào tháng 6 năm 2018, khi Robert Zemeckis được thuê để chỉ đạo và viết kịch bản. Del Toro sẽ sản xuất, cùng với Zemeckis và Alfonso Cuarón, ngoài việc có tín dụng về kịch bản.
Bối cảnh phim diễn ra ở Alabama trong những năm 1960, thay vì Anh và Na Uy những năm 1980 của cuốn tiểu thuyết, và cậu bé nhân vật chính là người Mỹ gốc Phi, thay vì người Anh gốc Na Uy như cậu bé trong tiểu thuyết gốc và các phim chuyển thể trước đó. Tuy nhiên, bản chuyển thể được Zemeckis mô tả là gần với tiểu thuyết gốc hơn bản chuyển thể năm 1990, do Nicolas Roeg đạo diễn. Kenya Barris đồng sáng tác phim.

### Casting
Vào tháng 1 năm 2019, Anne Hathaway được chọn vào vai Grand High Witch. Octavia Spencer được chọn tham gia dự án vào tháng 2, với những người mới là Jahzir Bruno và Codie-Lei Eastick sẽ cùng tham gia bộ phim. Vào tháng 5, Stanley Tucci và Chris Rock được mời tham gia. Vào tháng 9 năm 2020, Kristin Chenoweth được tiết lộ sẽ tham gia bộ phim.

### Quay phim
Quá trình quay phim chính bắt đầu vào ngày 8 tháng 5 năm 2019, với các địa điểm quay phim bao gồm Alabama, Georgia và tại Warner Bros. Studios, Leavesden ở Hertfordshire,Anh và Virginia Water Lake ở Surrey, Anh. Dự kiến sẽ kết thúc vào ngày 25 tháng 6.  Vào ngày 19 tháng 6, một thành viên trong đoàn làm phim bị đâm vào cổ trên phim trường Warner Bros. Studios ở Leavesden.

### Tiếp thị
Bộ phim đã hợp tác với một trò chơi Roblox có tên "Islands" cho một sự kiện Halloween trong thời gian giới hạn. Nó có một trận đánh trùm với Grand High Witch, một trong những nhân vật phản diện chính của phim.

## Âm nhạc
Vào tháng 7 năm 2019, đã có thông báo rằng cộng tác viên thường xuyên của Zemeckis, Alan Silvestri, sẽ soạn nhạc cho bộ phim. Nhạc phim được phát hành vào ngày 23 tháng 10 năm 2020.

## Phát hành
Bộ phim được phát hành vào ngày 22 tháng 10 năm 2020, trên kênh HBO Max ở Hoa Kỳ. Bắt đầu từ ngày 28 tháng 10 năm 2020, bộ phim sẽ được Warner Bros. Pictures phát hành tại các rạp quốc tế.
Trước đó, bộ phim được lên kế hoạch phát hành vào ngày 9 tháng 10, sau đó được đẩy sang ngày 16 tháng 10 năm 2020, trước khi bị rút hoàn toàn khỏi lịch trình do đại dịch COVID-19.

## Đón nhận

### Phòng vé
Bộ phim thu về 4,9 triệu đô la tại 12 quốc gia trong tuần đầu tiên công chiếu.

### Phản hồi
Trên trang tổng hợp phê bình Rotten Tomatoes, bộ phim nhận về 50% phản hồi tích cực dựa trên 145 bài đánh giá, với điểm đánh giá trung bình là 5,50/10. Các nhà phê bình trên trang web đều đồng thuận rằng: "The Witches đã bỏ sót một vài phép thuật, nhưng những màn biến hóa phép thuật đầy kỉ ảo của Anne Hathaway có thể đủ để làm mê mẩn những người hâm mộ câu chuyện Roald Dahl này." Trên Metacritic bộ phim có điểm trung bình có số điểm trung bình là 47/100 dựa trên 30 bài đánh giá.
Trong bài đánh giá 2/4 sao của mình,  Richard Roeper của tờ Chicago Sun-Times khen ngợi các hiệu ứng đặc biệt và các màn trình diễn, nhưng ông viết "Bộ phim quá đáng lo ngại đối với trẻ nhỏ và không đủ sắc sảo để thu hút người lớn." David Ehrlich của IndieWire cho bộ phim D+ gọi bộ phim là một "thất bại" và nói rằng, "Zemeckis đã thực hiện một số bộ phim không thành công trong 20 năm qua, nhưng có lẽ The Witches là bộ phim thất vọng nhất trong số đó. Phiên bản của Roeg có thể đã để lại vết sẹo cho một thế hệ trẻ em, nhưng đáng ra họ vẫn nhớ nó."

### Tranh cãi
Nhiều người ủng hộ người khuyết tật, bao gồm cả vận động viên bơi lội Paralympic người Anh Amy Marren, đã cáo buộc bộ phim có sự thiên vị đối với những cá nhân mắc chứng Ectrodactyly và những khác biệt về một số bộ phận cơ thể. Lauren Appelbaum, người phát ngôn của nhóm vận động RespectAbility, cho biết bộ phim miêu tả sự khác biệt giữa các bộ phận là "ghê tởm hoặc một cái gì đó để sợ hãi." Vào ngày 4 tháng 11 năm 2020, Warner Bros. đưa ra một tuyên bố, trong đó họ xin lỗi vì đã xúc phạm người khuyết tật. Họ nói thêm rằng họ đã làm việc với "các nhà thiết kế và nghệ sĩ để đưa ra cách giải thích mới về móng vuốt giống mèo được mô tả trong cuốn sách [...] Bộ phim nói về lòng tốt. [...] Đó là không bao giờ có ý định để người xem cảm thấy rằng những sinh vật kỳ ảo là do con người đại diện." Hathaway cũng đưa ra lời xin lỗi về cảnh quay của bộ phim, nói rằng "Tôi đặc biệt muốn nói rằng tôi xin lỗi những đứa trẻ bị dị tật chân tay", và "Bây giờ tôi biết rõ hơn, tôi hứa tôi sẽ làm tốt hơn."